# Oppo Reno2
Oppo Reno2 — лінія смартфонів, розроблених компанією OPPO, що входять у серію Reno. Модельний ряд складається з Oppo Reno2, Reno2 F та Reno2 Z. Смартфони були представлені 28 серпня 2019 року.
В Україні офіційно продавалися тільки Oppo Reno2 та Reno2 Z, що були представлені 23 жовтня 2019 року.

## Дизайн
Екран в Oppo Reno2 виконаний зі скла Corning Gorilla Glass 6, а в інших моделях — Gorilla Glass 5. Задня панель усіх моделей виконана зі скла Gorilla Glass 5. Бокова частина виконана з алюмінію.
Знизу розташовані роз'єм USB-C, динамік, мікрофон та 3.5 мм аудіороз'єм. Зверху розташовані другий мікрофон та висувна камера. З лівого боку розміщені кнопки регулювання гучності. З правого боку розміщені гібридний слот під 2 SIM-картки або під 1 SIM-картку і карту пам'яті в Reno2 або ж звичайний під 2 SIM-картки і карту пам'яті в інших моделях та кнопка блокування.
Oppo Reno2 продавався в 3 кольорах: Ocean Blue (синій), Luminios Black (чорно-синій) та Sunset Pink (рожевий). В Україні смартфон був доступний в усіх кольорах окрім Sunset Pink.
Oppo Reno2 F продавався у 3 кольорах: Sky White (білий), Lake Green (синій) та Nebula Green (зелено-фіолетовий).
В Україні Oppo Reno2 Z продавався в кольорах Ocean Blue (синій) та Luminios Black (чорно-синій).

## Технічні характеристики

### Платформа
Oppo Reno2 отримав процесор Qualcomm Snapdragon 730G з графічним процесором Adreno 618, Reno2 F — MediaTek Helio P70 з Mali-G72 MP3, а Reno2 Z — MediaTek Helio P90 із PowerVR GM9446.

### Батарея
Батарея отримала об'єм 4000 мА·год та підтримку швидкої зарядки VOOC 3.0 потужністю 20 Вт.

### Камери
Reno2 отримав основну квадрокамеру 48 Мп, f/1.7 (ширококутний) з оптичною стабілізацією + 13 Мп, f/2.4 (телеоб'єктив) з 2x оптичним, 5x гібридним та 20x цифровим зумом + 8 Мп, f/2.2 (надширококутний) + 2 Мп, f/2.4 (чорно-білий) з фазовим автофокусом, та здатністю запису відео в роздільній здатності 4K@30fps.
Reno2 F отримав основну квадро камеру 48 Мп, f/1.7 (ширококутний) + 8 Мп, f/2.2 (надширококутний) + 2 Мп, f/2.4 (чорно-білий) + 2 Мп, f/2.4 (сенсор глибини) з фазовим автофокусом та здатністю запису відео в роздільній здатності 1080p@30fps.
Reno2 Z отримав основну квадро камеру 48 Мп, f/1.7 (ширококутний) + 8 Мп, f/2.2 (надширококутний) + 2 Мп, f/2.4 (чорно-білий) + 2 Мп, f/2.4 (сенсор глибини) з фазовим автофокусом та можливістю запису відео в роздільній здатності 4K@30fps.
Фронтальна камера усіх моделей отримала висувний механізм, роздільність 16 Мп, світлосилу f/2.0 та можливістю запису відео у роздільній здатності 1080p@30fps.

### Екран
Смартфони отримали 6,5-дюймові дисплеї, виготовлені по технології AMOLED і вбудовані під ними оптичні сканери відбитків пальців. Дисплей Reno2 має співвідношенням сторін 20:9, роздільну здатність 2400 × 1080 пікселів (Full HD+) і щільність пікселів 401 ppi, а Reno2 F та Reno2 Z — 19,5:9, 2340 × 1080 пікселів (Full HD+) і 394 ppi відповідно.

### Пам'ять
Oppo Reno2 продавався в комплектаціях 8/128 та 8/256 ГБ, Reno2 F — 8/128 та 6/256 ГБ, а Reno2 Z — 8/128 та 12/128 ГБ ГБ. В Україні Reno2 був доступний тільки в комплектації 8/256 ГБ.
Об'єм сховища в усіх моделей можна розширити картою пам'яті формату microSD до 256 ГБ.

### Програмне забезпечення
Смартфони були випущені на ColorOS 6 на базі Android 9 Pie і були оновлені до ColorOS 11.1 на базі Android 11.

## Рецензії
Оглядач з інформаційного порталу ITC.ua поставив Oppo Reno2 4,5 бали з 5. До мінусів він відніс блок камер під склом задньої панелі та ціну на старті продаж. До плюсів оглядач відніс комплект поставки, дизайн без вирізів в екрані, якісний дисплей, сканер відбитків пальців, продуктивність, матеріали корпусу, камери, дуже гучний динамік, 3,5 мм аудіороз'єм, автономність та підтримку швидкої зарядки.